# Selenochlamys ysbryda
Limace fantôme
Espèce
Selenochlamys ysbryda, la Limace fantôme, est une espèce de mollusques gastéropodes terrestres et de limaces de la famille des Oxychilidae.

## Systématique
Le nom valide complet (avec auteur) de ce taxon est Selenochlamys ysbryda Rowson & Symondson, 2008.
Elle a été découverte en 2006 à Cardiff, au Royaume-Uni, puis nommée et décrite en 2008 par Ben Rowson (d) & Bill Symondson (d),.

### Étymologie
L'épithète spécifique ysbryda dérive du gallois ysbryd, signifiant « esprit » ou « fantôme ». Le mot a été latinisé en ajoutant le a à la fin. Le terme fait référence à l'apparence fantomatique de l'espèce, à son comportement de prédateur nocturne et aux mystères de son origine.

### Publication originale
- (en) Ben Rowson et Bill Symondson, « Selenochlamys ysbryda sp. nov. from Wales, UK: a Testacella-like slug new to western Europe (Stylommatophora: Trigonochlamydidae) », Journal of Conchology, Londres, vol. 39, no 5,‎ juin 2008, p. 537-552